# Les Monts du Roumois
Les Monts du Roumois é uma comuna francesa na região administrativa da Normandia, no departamento de Eure. Estende-se por uma área de 23.81 km². Em 2010 a comuna tinha 1 610 habitantes (densidade: 67,6 hab./km²).
Foi criada em 1 de janeiro de 2017, após a fusão das antigas comunas de Berville-en-Roumois (sede), Bosguérard-de-Marcouville e Houlbec-près-le-Gros-Theil.